# Paweł Lekszycki
Paweł Lekszycki (ur. 11 stycznia 1976 w Katowicach) – polski poeta, krytyk literacki, redaktor naczelny Magazynu Literackiego Kursywa. Redaktor serii poetyckiej "Kontrapunkty" ukazującej się w Młodzieżowym Ośrodku Pracy Twórczej w Dąbrowie Górniczej. Redaktor działu poetyckiego internetowego dwutygodnika kulturalnego "artPapier". Debiutował w Opcjach" w 1997, publikował w Arkadii, Frazie, Kwartalniku Artystycznym, Kartkach, Pro Arte, Studium, Kresach, Akcencie, "Ha!arcie", Nowym wieku, Toposie , Nowej Polszy i Zeszytach Poetyckich. W latach 1998 – 2001 członek Grupy poetyckiej Estakada. Tłumaczony na języki: czeski, niemiecki, słowacki, słoweński, rosyjski i angielski. W roku 2003 uczestniczył w festiwalu "Dni poezji i wina"
w Medanie, w Słowenii.

## Arkusze poetyckie
- To i Tamto, Katowice, (1998)
- Oni, wraz z Pawłem Sarną, Dąbrowa Górnicza, (1999)
- słodkie żale, Dąbrowa Górnicza, (2001)
- performance, Dąbrowa Górnicza, (2002)
- pozwólcie dzieciom przychodzić do mnie, Dąbrowa Górnicza, (2005)
- Zawód: Belfer, Dąbrowa Górnicza, (2006)
- Chwilówki, Dąbrowa Górnicza, (2008)

## Książki poetyckie
- Ten i Tamten, wraz z Pawłem Sarną, Bydgoszcz, (2000)
- wiersze przygodowe i dokumentalne, Białystok, (2001)
- Pozwólcie dzieciom przychodzić do mnie, Kraków, (2005)
- Wiersze przebrane, (Katowice, 2010)
- Wszystko, czego dziś dotkniesz, Mikołów, (2021)
- O takim dniu marzyłem, Wydawnictwo Biblioteki Ślaskiej 2023

## Monografia krytycznoliteracka
- Grupa Na Dziko. Socjologia i poetyka zjawiska, Katowice, (2001)

## Wiersze w almanachach i antologiach, m.in. w
- W swoją stronę. Antologia młodej poezji Śląska i Zagłębia, Katowice, (2000)
- Śródmieście. Antologia, Berlin, 2000)
- Dnevi poezije in vina, Medana, 2003)
- Mrtve body, Bratysława, (2003)
- Martwe punkty, Katowice, (2004)
- Tekstylia, Kraków, (2003)
- Antologia Nowej Poezji Polskiej, Kraków, (2004)
- Podsumowanie sezonu. Antologia Zeszytów Poetyckich, Gniezno, 2008

## Źródła i linki zewnętrzne
- Paweł Majerski, Lekszycki Paweł, w: Pisarze i badacze literatury w Zagłębiu Dąbrowskim. Słownik biobiliograficzny, tom 1 (pod redakcją Pawła Majerskiego), Sosnowiec 2002, s. 108–109
- Pawła Lekszyckiego na portalu Literackie.pl
- Blog Pawła Lekszyckiego. szycownik.bloog.pl. [zarchiwizowane z tego adresu (2007-12-24)].